# Partido Conservador (Sudáfrica)
El Partido Conservador de Sudáfrica (en afrikáans: Partido Konserwatiewe van Suid-Afrika) fue un partido derechista sudafricano existente entre 1982 y 2004, que deseaba preservar muchos aspectos del apartheid en la última década del sistema, y formó la oposición oficial en la Cámara de la Asamblea en los últimos siete años de gobierno minoritario. Disminuyó rápidamente su influencia después del terminó del apartheid, antes de fusionarse con el Frente de la Libertad en 2004.

## Historia
Fue formado en 1982 por 23 parlamentarios del gobernante Partido Nacional que se opuso a las propuestas reformistas del Primer Ministro PW Botha respecto al apartheid y el poder compartido, que vieron como una amenaza para el gobierno de la minoría blanca y la segregación racial conocida como Desarrollo Separado. Fue dirigido por Andries Treurnicht, un exministro de la Iglesia Reformada Holandesa conocido popularmente como 'Doctor No'. Según su programa, el partido se estableció "para continuar la política de autodeterminación después de que el gobierno [NP] hubiera intercambiado la autodeterminación" (algo que el PC describió como una "política infalible"), para compartir el poder. Recibió el apoyo de los sudafricanos blancos, en su mayoría afrikáneres en el corazón rural de Sudáfrica. Todos los miembros del nuevo partido que pertenecían al Afrikaner Broederbond tuvieron que abandonar esa organización, ya que habían dejado de ser bienvenidos.
Se convirtió en la oposición oficial en la Cámara de la Asamblea de Sudáfrica, solo para blancos, en las elecciones del 6 de mayo de 1987, cuando superó al liberal Partido Federal Progresista. Donald Simpson, escribiendo en el periódico sudafricano The Star, llegó al extremo de predecir que el Partido Nacional perdería las próximas elecciones y que el Partido Conservador se convertiría en el nuevo gobierno de Sudáfrica.
En las elecciones locales de 1987, el Partido Conservador ganó 60 municipios de 110 en Transvaal y 1 de 4 en el Estado Libre de Orange. El Partido Conservador recibió el 45 % de los votos afrikáner y el 7,5 % de los votos entre los ciudadanos de habla inglesa. Ganó el 40 % del voto popular blanco en Transvaal y el 45 % en las provincias del Estado Libre de Orange en las elecciones de 1989.
A fines de la década de 1980, el partido estableció vínculos con el grupo conservador británico de presión anticomunista, el Western Goals Institute, así como el Conservative Monday Club, un defensor del gobierno blanco en Sudáfrica.
En las elecciones generales de 1989, las últimas elecciones raciales, el partido reforzó su apoyo popular obteniendo el 31,52 % del electorado blanco y 41 escaños en la Cámara de la Asamblea.
El Partido Conservador dirigió la campaña de la opción "no" durante el referéndum sobre el fin del apartheid de 1992, cuando se pidió a los sudafricanos blancos que determinaran si apoyaban o no las reformas negociadas iniciadas por el gobierno. Además de Treurnicht, el Líder oficial de la Oposición, y Clive Derby-Lewis, Ministro de Finanzas en la sombra, el expresidente PW Botha, que denunció las reformas de De Klerk como irresponsables y peligrosas para la estabilidad del país, apoyó la opción "no". El resultado fue una derrota para la opción "no", cuando el 68 % de los votantes blancos votaron "sí".
Clive Derby-Lewis fue declarado culpable en 1993 (en virtud de la legislación de emergencia promulgada por la Cámara de la Asamblea) de participar en el asesinato del líder del Partido Comunista de Sudáfrica, Chris Hani. En 1997, el líder del partido, Ferdi Hartzenberg, declaró ante la Comisión para la Verdad y la Reconciliación que el asesinato se había llevado a cabo en nombre del partido.
Su apoyo disminuyó rápidamente después del fin del apartheid. La decisión de no participar en las primeras elecciones parlamentarias multirraciales en 1994 provocó que gran parte de su base de apoyo se trasladara al recién formado Frente de la Libertad (VF), otro partido de opiniones similares al que se unió uno de sus diputados, Pieter Mulder. En las elecciones municipales de 1995-1996, el PC obtuvo 57 escaños (de 11 368) y una mera fracción de los votos en comparación con el VF y el NP.
En 2002, el Partido Conservador retomó sus actividades tras un período de inactividad. El partido ganó dos escaños a nivel local en la provincia del Noroeste cuando concejales que representaban a un partido regional se unieron al PC, y en 2003 un parlamentario del Frente de Libertad desertó hacia el PC, dándole al partido un escaño en la Legislatura Provincial de Gauteng. Esto fue seguido por varias deserciones más de miembros del VF a nivel regional. El líder del partido Hartzenberg explicó que el PC había reconsiderado su postura de no participar en elecciones. Sin embargo, pronto su aumento de participación dentro del sistema político sudafricano moderno significó su fusión con el Frente de Libertad, ahora liderado por Mulder, para formar el Frente de la Libertad Plus. Además de Mulder, otros dos ex parlamentarios del Partido Conservador, Corné Mulder y Pieter Groenewald, también se desempeñaron a partir de ese momento como parlamentarios de la nueva formación.
La fusión se consolidó cuando sus dos concejales municipales restantes se unieron al VF+ durante septiembre de 2004, lo que puso fin formal al Partido Conservador.

## Resultados electorales
|  | 26.83 % |

|  | 31.52 % |